# Sikos család
A Sikos család (másképp Siko) Bars, Nyitra vármegyei és Verebélyi széki egyházi nemes család. Elsősorban Zsitvamártonfalváról és Zsitvagyarmatról ismertek.
Peter Keresteš középkori eredetűnek tartja a nemesi családot. 1550-ből mártonfalvai előnévvel Gergelyt, Benedeket és Pétert említi. Állítólag 1569-ben is említették a családot Gyarmaton. 1570-ben Lehotkagyarmaton Sikos Gergelyt és Mátét írták össze mint fejadófizető személyt a török defterben.
1600-ban Zsitvamártonfalván Siko Jánost írták össze. 1611-ben Sikos János, Gergely és András tanúskodott Bakits Péter mellett, Révay Ferenc hűtlenségi perében felesége Forgách Zsuzsanna ellen.
1698-ban az adományokat megelőzően Sikos Andrást írták a zsitvagyarmati birtokosok közé. 1699-ben Kollonich Lipót esztergomi érsektől többekkel együtt Sikos András kapott adományt Zsitvagyarmaton. A 18. század elején Sikos Mihály volt birtokos Zsitvagyarmaton, s ott lakott még Sikos István özvegye Pap Erzsébet, illetve Kovács Istvánné Sikos Erzsébet.
1727-ben Sikos Istvánné Pap Erzsébet 60 év körüli tanúskodott Zsitvagyarmaton. 1730-ban Sikos Mihály Gáll Lászlóval pereskedett. Nagy Jánosné Sikos Ilonától Gál László eltulajdonított bizonyos birtokjogi iratot. Néhai Nagy Jánosné Sikos Ilona 1740-ben végrendelkezett. Egy darab szőlőjét 3 atyafiának Sikos Mihálynak, Sikos Juditnak és Bajcsy Jánosné Gaál Erzsébetnek hagyta. 1771-ben Zsitvagyarmaton Sikos Mihály körülbelül 70 évesen tanúskodott.
Gyulai Gaál József 1835-ben kérte az atyja által 1795-ben a Sikos nemzetség női ága ellen indított peranyagának kiadását.
Címerük egyelőre nem ismert.